# Ciência Ilustrada
Ciência Ilustrada foi uma importante revista brasileira de divulgação científica e tecnológica publicada e distribuída pela Editora Abril entre 1969 e 1972, surgiu na sequência da igualmente importante revista Tecnirama publicada no período de 1968 a 1969 pela  Editora Três mas esta era totalmente impressa na Argentina pela Editora Codex. Diferiam no visual pois a revista Tecnirama era totalmente composta em arte gráfica e também na origem pois a revista Ciência Ilustrada tinha conteúdo de origem italiana pela Fratelli Fabbri Editore de Milão e a revista Tecnirama era baseada na revista Understanding Science da editora inglesa Sampson Low Publications e foi lançada na primeira metade da década de 1960. 
Do sucesso editorial destas publicações abriu-se espaço comercial para um projeto totalmente nacional de uma coleção de cinquenta biografias, com um correspondente kit de experimento, denominada 'Os Cientistas'. Foi concebida por renomados cientistas brasileiros sendo impressa e distribuída pela Editora Abril a partir de 1972. 
Reedições da Ciência Ilustrada ocorreram em 1981 e 1984 entretanto a revista vendia cerca de 80 mil exemplares, o número foi considerado baixo pela editora e a revista foi cancelada. Em 1987, a editora adquiriria a licença da revista  espanhola Muy Interessante, que daria origem a Superinteressante que não acompanha o alto nível e a seriedade científica das publicações anteriores.